# Səbuhi Əmiraslanov
Səbuhi Əmiraslanov (ur. 22 lipca 2003) – azerski zapaśnik walczący w stylu wolnym. 
Zajął piąte miejsce na mistrzostwach Europy w 2023. Trzeci na ME U-23 w 2023, a także na ME juniorów w 2022 roku.